# Марко Поповић (кошаркаш, 1982)
Марко Поповић (Задар, 12. јун 1982) је бивши хрватски кошаркаш. Играо је на позицијама плејмејкера и бека. 

## Каријера
Каријеру је почео 1998. у Задру. Једну годину је провео на Саутерн Ајдахо колеџу, да би се онда вратио у Задар на две сезоне. Након тога је играо за Валенсију, Цибону, Ефес Пилсен, Жалгирис (у два наврата), УНИКС Казањ, Химки и Фуенлабраду у којој је завршио каријеру.
За репрезентацију Хрватске је играо на Европским првенствима – 2003, 2005, 2007, 2009, 2011. и 2017. године, а боје Хрватске бранио је и на Олимпијским играма 2008. године, као и на Светском првенству 2010. године.

## Приватно
Син је Петра Поповића, бившег кошаркаша и тренера, чији се отац 1943. преселио из Краљева у Задар.
Поповићи су имали проблема 1991. због свог српског порекла, те су морали да напусте Задар. Чак им је био и уништен кафић „Тајмаут“.

## Успеси

### Клупски
- Задар:
  - Јадранска лига (1): 2002/03.
  - Куп Хрватске (2): 2000, 2003.

- Цибона:
  - Првенство Хрватске (1): 2003/04.

- Ефес Пилсен:
  - Куп Турске (1): 2006.

- Жалгирис:
  - Првенство Литваније (4): 2006/07, 2007/08, 2011/12, 2012/13.
  - Куп Литваније (3): 2007, 2008, 2012.
  - Балтичка лига (2): 2007/08, 2011/12.

- УНИКС Казањ:
  - Еврокуп (1): 2010/11.
  - Куп Русије (1): 2009.

- Химки:
  - Еврокуп (1): 2014/15.

### Репрезентативни
- Европско првенство у кошарци до 18 година:  2000.

### Појединачни
- Најкориснији играч финала Еврокупа (1): 2010/11.
- Најкориснији играч фајнал-фора Јадранске лиге (1): 2002/03.